# Central sindical
Una central sindical, también llamada o federación o confederación de sindicatos, es una agrupación voluntaria de sindicatos de un país de diferentes actividades, oficios y empresas con el fin de constituir una fuerza sindical nacional y representar colectivamente a los trabajadores de un país ya sea ante el gobierno, los empleadores como grupo, y en el campo internacional.
Hay países en los que solo existe una central sindical y otros países en los que existen más de una central sindical, habitualmente corresponden a diferentes corrientes sindicales o ideológicas.
Existen una institución gubernamental internacional dependiente de la ONU, la Organización Internacional del Trabajo (ILO-OIT), que admite para cada país delegaciones de cuatro miembros: 1 de la central sindical reconocida por su gobierno como más representativa, 2 directamente del gobierno y 1 de las organizaciones patronales (empleadores)..

## Federaciones mundiales de centrales sindicales
Las centrales sindicales suelen afiliarse a federaciones mundiales de centrales sindicales que caracterizan el sindicalismo internacional. 
Las federaciones mundiales de sindicatos más importantes en la actualidad son:
- Confederación Sindical Internacional (ITUC-CSI)
- Federación Sindical Mundial (WFTU-FSM)
- Asociación Internacional de los Trabajadores (IWA-AIT)
- Confederación Internacional del Trabajo (ICL-CIT)
- IndustriALL Global Union [en]
- UNI Global Union [en]